# Ridin' Dirty
Ridin' Dirty è il terzo album in studio del gruppo hip hop statunitense Underground Kingz (UGK), pubblicato nel 1996.

## Tracce
1. Intro – 1:05
2. One Day (featuring 3-2 & Ronnie Spencer) – 5:24
3. Murder – 3:52
4. Pinky Ring – 5:12
5. Diamonds & Wood – 5:13
6. 3 In the Mornin' (featuring Big Smokin' Mitch) – 5:41
7. Touched (featuring 3-2) – 5:04
8. Fuck My Car – 3:59
9. That's Why I Carry (featuring N.O. Joe) – 5:38
10. Hi Life – 5:25
11. Good Stuff – 3:48
12. Ridin' Dirty – 5:32
13. Outro – 9:26